# Тома Глигориевич
Тома Глигориевич (на сръбски: Тома Глигоријевић) е политик от Кралството на сърби, хървати и словенци, три мандата кмет на град Куманово.

## Биография
Роден е в североизточномакедонския град Куманово. Работи като книжар и е собственик на първата кумановска печатница. След приемането на Обзнаната и Закона за защита на държавата, през есента на 1921 година става кмет на Куманово на мястото на уволнения комунист Коста Дайлев (Коста Дайлевич). Вторият му мандат е от 20 август 1926 година до 9 февруари 1929 година. По време на това му кметуване, през ноември 1926 година, са завършени и пуснати в експлоатация електрическата централа и електрическата мрежа на града според договора за концесия от юли същата година. За трети път е назначен за кмет на града от бана на Вардарската бановина на 28 март 1935 година и остава на поста до 16 март 1936 година.